# Rabenlay
Die Rabenlay, manchmal auch Rabenley, ist ein Berg des das Siebengebirge nach Norden abdachenden Ennert. Sie liegt östlich des rechtsrheinischen Bonner Stadtteils Oberkassel. Ihre Höhe beträgt 180 m ü. NHN. Sie verfügt über keinen Gipfel, sondern ist eine Erhebung über einer als Steinbruch entstandenen markanten Felswand am Rand des flachen Rheinufers.
Die Rabenlay befindet sich in einem Naturschutzgebiet. Die Bewaldung verhindert Wassererosion, Humusabbau und bremst Rutschungsvorgänge.
Südöstlich benachbart liegen die Erhebungen Kuckstein – der oftmals als Teil der Rabenlay aufgefasst wird – und Paffelsberg, nördlich die Gewässer Märchensee, Blauer See und Dornheckensee sowie der Röckesberg.

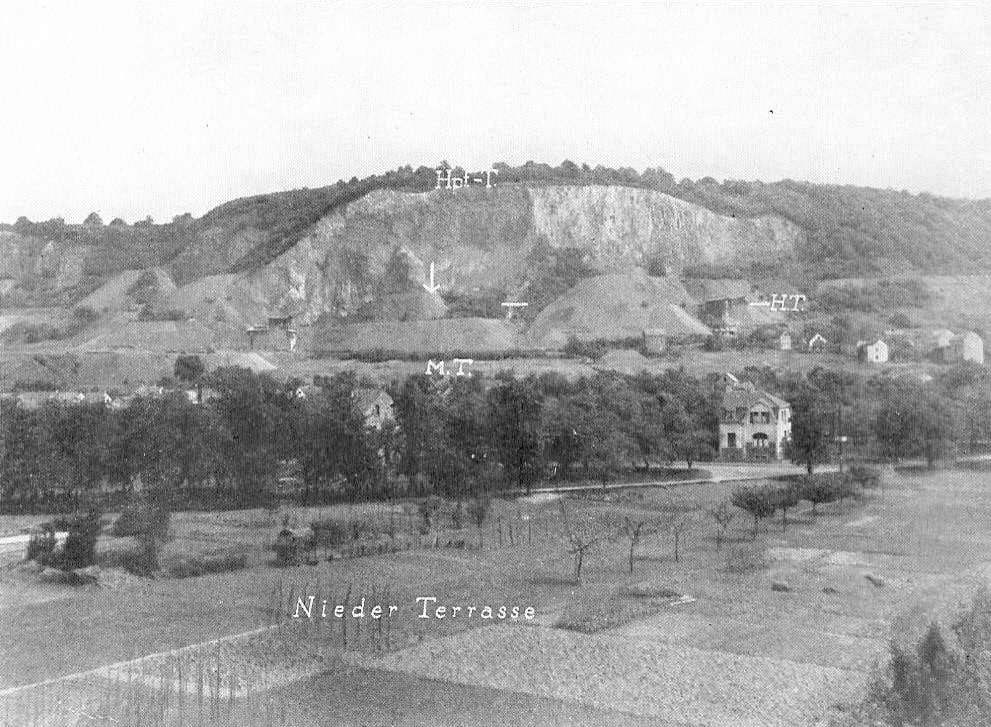
Historische Ansicht

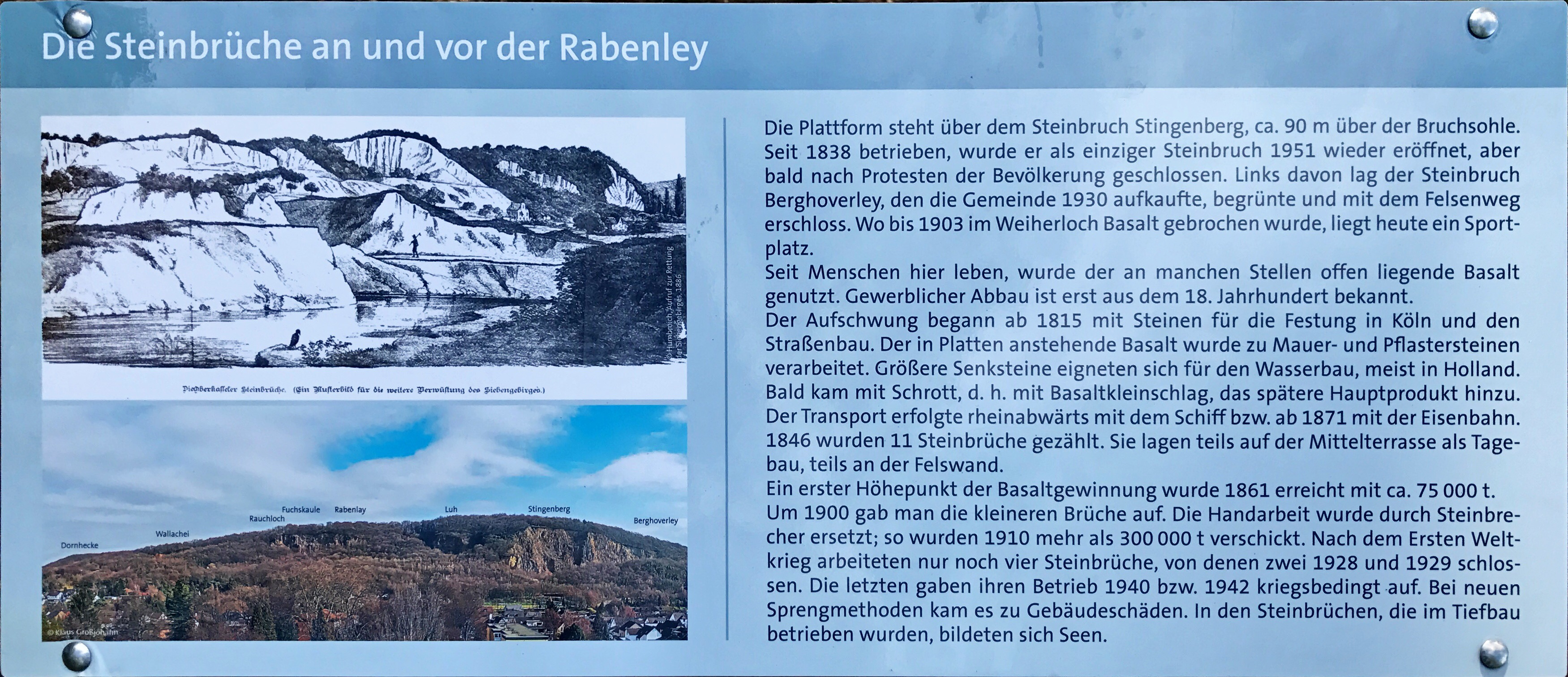
Infotafel Rabenlay

Bis 1930 wurde im großen Basaltgang an der Rabenlay und am Kuckstein Basalt abgebaut. An der heutigen Steilkante sind mehrere Aussichtspunkte angelegt. Anfang 2017 wurde oberhalb des ehemaligen Steinbruchs Stingenberg am benachbarten Kuckstein die Aussichtsplattform „Skywalk Rabenlay“ errichtet.